# David Gugganig
David Gugganig (Spittal an der Drau, Austria, 10 de febrero de 1997) es un futbolista austríaco que juega de defensa en el WSG Tirol de la Bundesliga austríaca.

## Trayectoria
Debutó en la 2. Liga (Austria) con el F. C. Liefering el 6 de marzo de 2015 en un partido contra el FC Wacker Innsbruck.
En enero de 2017 fue enviado a préstamo a uno de los rivales de la liga, el WSG Wattens.
Una vez finalizado el préstamo, se quedó en el WSG. Consiguió el ascenso a la Bundesliga austriaca con el club como campeón de la Segunda División en 2018-19, tras lo cual el club pasó a llamarse WSG Tirol. En cuatro años y medio en el WSG Tirol, disputó 126 partidos en la Bundesliga y la Primera Liga.
El 14 de junio de 2021 firmó un contrato de dos años con el Wolfsberger AC.

## Vida personal
Su hermano mayor Lukas Gugganig también es futbolista.

## Estadísticas

### Clubes
Actualizado al último partido disputado el 26 de octubre de 2024.
| Club                      | Div.          | Temporada     | Liga  | Liga  | Copas nacionales | Copas nacionales | Copas internacionales | Copas internacionales | Total | Total |
| Club                      | Div.          | Temporada     | Part. | Goles | Part.            | Goles            | Part.                 | Goles                 | Part. | Goles |
| ------------------------- | ------------- | ------------- | ----- | ----- | ---------------- | ---------------- | --------------------- | --------------------- | ----- | ----- |
| F. C. Liefering · Austria | 2.ª           | 2014-15       | 10    | 1     | ―                | ―                | ―                     | ―                     | 10    | 1     |
| F. C. Liefering · Austria | 2.ª           | 2015-16       | 17    | 0     | ―                | ―                | ―                     | ―                     | 17    | 0     |
| F. C. Liefering · Austria | 2.ª           | 2016-17       | 2     | 0     | ―                | ―                | ―                     | ―                     | 2     | 0     |
| F. C. Liefering · Austria | Total club    | Total club    | 29    | 1     | 0                | 0                | 0                     | 0                     | 29    | 1     |
| WSG Tirol · Austria       | 2.ª           | 2016-17       | 16    | 0     | 0                | 0                | ―                     | ―                     | 16    | 0     |
| WSG Tirol · Austria       | 2.ª           | 2017-18       | 33    | 0     | 0                | 0                | ―                     | ―                     | 33    | 0     |
| WSG Tirol · Austria       | 2.ª           | 2018-19       | 23    | 2     | 2                | 0                | ―                     | ―                     | 25    | 2     |
| WSG Tirol · Austria       | 1.ª           | 2019-20       | 23    | 0     | 2                | 0                | ―                     | ―                     | 25    | 0     |
| WSG Tirol · Austria       | 1.ª           | 2020-21       | 31    | 2     | 2                | 0                | ―                     | ―                     | 33    | 2     |
| Wolfsberger AC · Austria  | 1.ª           | 2021-22       | 16    | 1     | 2                | 0                | ―                     | ―                     | 18    | 1     |
| Wolfsberger AC · Austria  | 1.ª           | 2022-23       | 9     | 0     | 1                | 0                | 0                     | 0                     | 10    | 0     |
| Wolfsberger AC · Austria  | Total club    | Total club    | 25    | 1     | 3                | 0                | 0                     | 0                     | 28    | 1     |
| WSG Tirol · Austria       | 1.ª           | 2023-24       | 22    | 0     | 1                | 0                | ―                     | ―                     | 23    | 0     |
| WSG Tirol · Austria       | 1.ª           | 2024-24       | 11    | 0     | 2                | 0                | ―                     | ―                     | 13    | 0     |
| WSG Tirol · Austria       | Total club    | Total club    | 159   | 4     | 9                | 0                | 0                     | 0                     | 168   | 4     |
| Total carrera             | Total carrera | Total carrera | 213   | 6     | 12               | 0                | 0                     | 0                     | 225   | 6     |